# عدنان حمد الحمادي
عدنان حمد محمد الحمادي (أبريل 1965)، معلق رياضي إماراتي، يشغل منصب رئيس لجنة شؤون التعليم والثقافة والشباب والرياضة والإعلام في المجلس الوطني الإتحادي في الإمارات من نوفمبر 2021.

## العمل
- عمل حكماً لكرة القدم وفي رصيده 45 مباراة كحكم ساحة، و26 كحكم خط.
- عمل معلقاً رياضياً منذ أكتوبر عام 1982.
- عمل مقدماً للبرامج الرياضية منذ نوفمبر 1983.
- عمل مدير إعداد للبرامج الرياضية منذ عام 1986.
- كانت له تجربة إخراجية في مجال العمل التلفزيوني للبرامج المسجلة عام 1992.
- حاصل على العديد من الدورات التدريبية في مجالات مختلفة في منتصف الثمانينات أبرزها: التعليق الرياضي وتقديم البرامج الرياضية.[2]
- انضم إلى فريق عمل شبكة أبو ظبي للإعلام في شباط 2024[3]

حصل على جائزة زاهد قدسي لأفضل معلق رياضي عربي عام 2014.